# Motörhead: Special Edition EP
Motörhead: Special Edition EP è un DVD/EP della band heavy metal britannica Motörhead contenente l'esecuzione di tre brani della band alla televisione tedesca nel 1981, fra cui Please Don't Touch cantata assieme alle Girlschool.

## Tracce
1. Please Don't Touch (Headgirl)
2. Motörhead
3. Ace of Spades

## Formazione
- Lemmy Kilmister: basso elettrico, voce
- "Fast" Eddie Clarke: chitarra
- Phil "Philty Animal" Taylor: batteria